# Sergei Dmitrijewitsch Dawydow

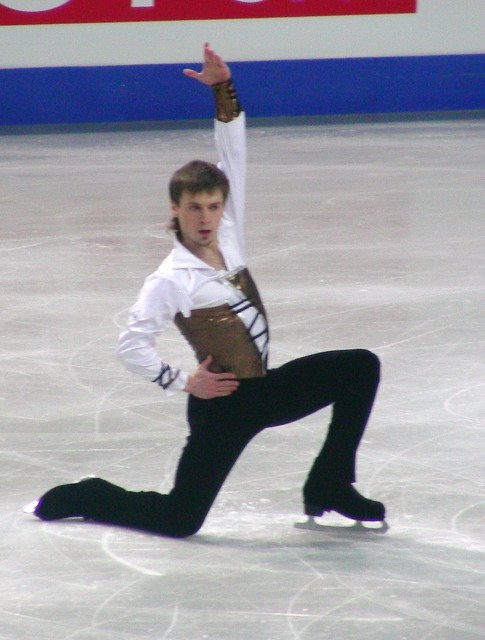
Sergei Dawydow

Sergei Dmitrijewitsch Dawydow (russisch Сергей Дмитриевич Давыдов, belarussisch Сяргей Давыдаў / Sjarhej Dawydau; * 2. März 1979 in Rostow am Don, Russische SFSR, Sowjetunion) ist ein ehemaliger russischer Eiskunstläufer, der im Einzellauf für Russland und seit 2000 für Belarus startete.
Bis 1999 trat Dawydow für Russland an, für das er 1998 die Silbermedaille bei der Juniorenweltmeisterschaft gewann. Seit 2000 startete er dann für Belarus. Von 2001 bis 2008 wurde er belarussischer Meister. Sein bestes Ergebnis bei Weltmeisterschaften erzielte er 2003 mit Platz 7. Bei der Europameisterschaft 2007 verpasste er die Bronzemedaille um 0,07 Punkte gegen Kevin van der Perren. Dort erreichte er mit 204,78 Punkten auch seine persönliche Bestleistung im neuen Punktesystem.
Zwei Mal nahm Dawydow an Olympischen Spielen teil. In Salt Lake City belegte er 2002 den 21. Platz und in Turin vier Jahre später den 15. Platz. Trainiert wurde er von Jelena Tschaikowskaja und Wladimir Kotin. Nach der Saison 2007/08 beendete er seine Karriere und begann als Trainer zu arbeiten.

## Ergebnisse
| Wettbewerb/Jahr               | 2001 | 2002 | 2003 | 2004 | 2005 | 2006 | 2007 | 2008 |
| ----------------------------- | ---- | ---- | ---- | ---- | ---- | ---- | ---- | ---- |
| Olympische Winterspiele       | -    | 21.  | -    | -    | -    | 15.  | -    | -    |
| Weltmeisterschaften           | 29.  | 24.  | 7.   | 18.  | 22.  | 12.  | 10.  | 12.  |
| Europameisterschaften         | 5.   | 9.   | 13.  | 12.  | 12.  | 13.  | 4.   | 9.   |
| Belarussische Meisterschaften | 1.   | 1.   | 1.   | 1.   | 1.   | 1.   | 1.   | 1.   |